# Max Nettlau

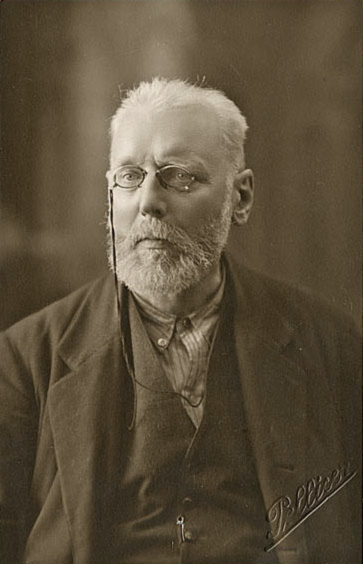
Max Nettlau

Max Heinrich Hermann Reinhardt Nettlau (* 30. April 1865 in Neuwaldegg, heute Teil von Wien; † 23. Juli 1944 in Amsterdam) war ein österreichischer Sprachforscher und Historiker des Anarchismus.

## Leben
Nettlau studierte ab 1882 in Berlin Keltische Sprache und Literatur; 1885 begann er ein Studium in London, wo er der Sozialistischen Liga (Socialist League) beitrat und sich für anarchistische und sozialistische Literatur zu interessieren begann und diese sammelte. Von 1885 bis 1890 war Nettlau Mitglied der Socialist League und besuchte als deren Delegierter die 2. Internationale. Durch seine Kontakte mit Victor Dave und Johann Most wurde er mit den Ideen des Anarchismus vertraut gemacht. Ab 1895 war er Mitglied der anarchistischen Freedom Group und an der Gründung der Freedom Press beteiligt.
Mit der Arbeit „Beiträge zur cymrischen Grammatik“ wurde er zum Dr. phil. promoviert. Die Dissertation erschien 1887 in Leipzig. Nettlau baute in seinem Leben eine riesige Sammlung von Zeitschriften und Büchern auf und verarbeitete diese in einer Darstellung der Geschichte des Anarchismus und seiner Vertreter. Durch eine Erbschaft seines 1892 verstorbenen Vaters wurde er finanziell unabhängig und wandte sich ganz der Erforschung der Geschichte des Anarchismus zu. Diese wurden besonders durch seine Kontakte mit vielen bekannten Anarchisten begünstigt.
In den folgenden Jahren verfasste Nettlau viele Artikel für verschiedene internationale anarchistische Zeitungen, wie die Freiheit, Freedom oder Les Temps Nouveaux und veröffentlichte Biografien über Michail Bakunin, Elisée Reclus und Errico Malatesta. Sein Hauptwerk ist seine ab 1925 veröffentlichte, auf 7 Bände konzipierte Geschichte der Anarchie. Band 6 und 7 blieben unveröffentlicht und werden als handschriftliche Manuskripte im IISG aufbewahrt.
Während der Wirtschaftskrise nach dem Ersten Weltkrieg verlor er durch die Inflation das von seinen Eltern ererbte Vermögen und lebte in ärmlichsten Verhältnissen in Wien. Nichtsdestoweniger sammelte und publizierte er weiterhin. Seine Sammlung musste Nettlau 1935 wegen finanzieller Probleme an das Internationale Institut für Sozialgeschichte (IISG) in Amsterdam verkaufen.
1938, als Österreich dem deutschen Reich angeschlossen wurde, floh er mit Hilfe von Meta Kraus-Fessel nach Amsterdam, wo er bis zu seinem Tod 1944 lebte. Er arbeitete weiterhin an der Katalogisierung des Archivs des IISG. Die Nazis waren sich dessen offensichtlich nicht bewusst, und Nettlau starb wahrscheinlich an Magenkrebs, ohne jemals von ihnen belästigt worden zu sein.

## Zitate
„Die sozialen Bewegungen seit 1917 und alle früheren und ihr bisheriger Misserfolg beweisen nicht etwa, dass der Sozialismus an dem natürlichen Freiheitsbedürfnis scheitert, sondern, dass ein diesem Drang nach Freiheit nicht entsprechender Sozialismus nicht lebensfähig ist, auch wenn ihm alle durch Gewalt erzwungenen Hilfsmittel zur Verfügung stehen. Denn jeder Organismus braucht eine freie Bewegungssphäre, ohne welche Stillstand und Verfall eintreten. Dies hat jede soziale Klasse begriffen, auch wenn sie die denkbar größte Machtstellung sich verschafft hatte. Der Freiheitsdrang des Unrechts, des Privilegs ist eben der unaufhörliche Kampf für deren Ausdehnung und Verstärkung, während die starren Systeme des autoritären Sozialismus diesem Bewegungsdrang nach Herstellung sozialer Gerechtigkeit Einhalt bieten zu können glauben, eine Illusion, weil sie dadurch der Menschheit das sie belebende freiheitliche Element entziehen würden, weshalb sich ihrer ernstlichen Verwirklichung stets instinktsicheres Misstrauen entgegenstellt. Die Geschichte kennt neben kürzeren Perioden anscheinender Ruhe, in denen eine Herrschaft, ein System sich durchgesetzt zu haben schienen, während in Wirklichkeit dieser kurzen Blüte unvermeidlich Verblühen und Verfall folgten, Normalzeiten beständiger Kämpfe, die entweder die Verteidigung einer Unabhängigkeit oder Autonomie oder den Angriff zur Ausdehnung einer Herrschaft oder eines Privilegs zum Ziel hatten. Jeder Feudalherr kämpfte in diesem Sinn gegen Könige, Städte und den Staat, um seine alten oder neue Privilegien oder im Bunde mit denselben gegen schwächere Nachbarn um Beute. Die beginnende Bourgeoisie der freien Städte des Mittelalters, selbst Tyrannen in ihrem Stadtgebiet und dessen ihrer Macht erreichbaren Umkreis, verteidigte sich gegen Adel und Könige und den sie zu erdrücken bereiten zentralistischen Staat der Neuzeit. 
Diese grandiosen Kämpfe des Bürgertums in Italien, Holland, England, Amerika, Frankreich vom fünfzehnten zum achtzehnten Jahrhundert, und in aller Welt im Lauf des neunzehnten, verschafften der Bourgeoisie schließlich die heute vom internationalen Finanzkapital vertretene vollständige Herrschaft, eine Macht, die noch viele Ausdehnungsmöglichkeiten zu haben vermeint, die aber doch längst einen hippokratischen
Zug zeigt: durch Ausschließung der ungeheuren Volksmassen entbehrt die nominelle Macht der Bourgeoisie jeder dauernd festen Grundlage und wird eigentlich vor allem durch das Mißtrauen gegen den Sozialismus aufrechterhalten, für den eine das natürliche Freiheitsbedürfnis friedigende Form den Massen noch nicht bekannt ist, während die freiheitlichen Richtungen des Sozialismus, der Anarchismus also, sich schon seit langem bemühen, praktische Arten der Synthese von Freiheit und Solidarität zu finden.“

## Schriften
- Michael Bakunin. Eine Biographie (1896–1900)
- Bibliographie de l'Anarchie (1897; 1976)
- Geschichte der Anarchie. 7 Bände (Inhaltsübersichten (Memento vom 19. September 2010 im Internet Archive))
  - Band 1: Der Vorfrühling der Anarchie (1925; 1993) (online als pdf; Neuausgabe Liberdad Verlag, Berlin 2019, ISBN 978-3-922226-25-3)
  - Band 2: Der Anarchismus von Proudhon zu Kropotkin (1927; 1993)
  - Band 3: Anarchisten und Sozialrevolutionäre (1931, 1996)
  - Band 4: Die erste Blütezeit der Anarchie 1886–1894 (1981)
  - Band 5: Anarchisten und Syndikalisten, Teil 1 (1984)
  - Band 6: Anarchisten und Syndikalisten, Teil 2 (unveröff.)
  - Band 7: Anarchisten und Syndikalisten, Teil 3 (unveröff.)
  - Ergänzungsband zur Geschichte der Anarchie (1972; 1984)
- Gesammelte Aufsätze. Verlag Die Freie Gesellschaft, Hannover 1980. (Aufsätze aus Die Internationale, FAUD (1929–1932))
- Eugenik der Anarchie. Hg. v. Heiner M. Becker. Wetzlar 1985.
- Errico Malatesta. Das Leben eines Anarchisten. Verlag Der Syndikalist, Berlin 1922.
- Élisée Reclus. Anarchist und Gelehrter (1830–1905). Verlag Der Syndikalist, Berlin 1928.